# Gracillaria verina
Gracillaria verina là một loài bướm đêm thuộc họ Gracillariidae. Nó được tìm thấy ở Polynésie thuộc Pháp (Rapa Island).
Sải cánh dài 10 mm.